# 2019년 2월
| 2019년: 1월 · 2월 · 3월 · 4월 · 5월 · 6월 · 7월 · 8월 · 9월 · 10월 · 11월 · 12월 |

| \| 2019년 2월 1일 (금요일) \| \| 편집 \| |  |      |
| 스포츠 - 2019년 AFC 아시안컵 - 카타르가 일본을 3:1로 꺾고 우승을 차지하였다. 카타르의 첫 AFC 아시안컵 우승이다. - 최우수 선수로는 카타르의 알무이즈 알리가 선정되었다. 알리는 최다골(9골)을 기록하며 카타르 우승에 기여하였다. 재해 - 북아메리카 지역에서 극소용돌이(polar vortex) 의한 강력한 한파가 발생, 지금까지 최소 21명이 숨졌다. 정치와 선거 - 예천군의회 해외연수 추태 사건의 물의를 빚은 박종철과 권도식 의원이 예천군의회에서 제명되었다. |  |      |
| 2019년 2월 1일 (금요일) |  | 편집 |

| 2019년 2월 1일 (금요일) |  | 편집 |

| \| 2019년 2월 2일 (토요일) \| \| 편집 \|       |  |      |
| 사회 - 대한민국의 설날(구정)연휴가 시작되었다. |  |      |
| 2019년 2월 2일 (토요일)                        |  | 편집 |

| 2019년 2월 2일 (토요일) |  | 편집 |

| \| 2019년 2월 3일 (일요일) \| \| 편집 \| |  |      |
| 국제 관계 - 프란치스코 교황이 아랍에미레이트 수도 아부다비를 방문하였다. 교황의 아라비아 반도 방문은 역사상 처음이다. 교황은 4일 열리는 종교 간 교류 촉진을 주제로한 국제 회의에 참석한다. 스포츠 - 제53회 슈퍼볼 - 뉴잉글랜드 패트리어츠가 로스앤젤레스 램스를 13:3으로 꺾고 우승하였다. 뉴잉글랜드의 통산 6번째 우승이다. - 최우수 선수(MVP)로는 줄리안 에델만(Julian Edelman)(뉴잉글랜드 패트리어츠)이 선정되었다. 정치와 선거 - 엘살바도르에서 대통령 선거가 실시된다. |  |      |
| 2019년 2월 3일 (일요일) |  | 편집 |

| 2019년 2월 3일 (일요일) |  | 편집 |

| \| 2019년 2월 4일 (월요일) \| \| 편집 \|                                            |  |      |
| 경제와 비즈니스 - 독일의 항공사인 게르마니아가 파산 신청을 하고, 운영을 중단하였다. |  |      |
| 2019년 2월 4일 (월요일)                                                             |  | 편집 |

| 2019년 2월 4일 (월요일) |  | 편집 |

| \| 2019년 2월 5일 (화요일) \| \| 편집 \| |  |      |
| 국제 관계 - 2019년 북미정상회담: 도널드 트럼프 미국 대통령은 의회 연설 자리에서, 차기 북미정상회담은 오는 27일과 28일 양일간 베트남에서 진행할 것이라고 밝혔다. 트럼프 미국 대통령과 조선민주주의인민공화국 김정은 국무위원장의 정상 회담은 2018년 북미정상회담 이후 약 8개월 만이다. 사고 - 프랑스 파리의 한 아파트에서 방화로 추정되는 화재가 발생, 최소 8명이 숨지고, 30여 명이 부상을 입었다. |  |      |
| 2019년 2월 5일 (화요일) |  | 편집 |

| 2019년 2월 5일 (화요일) |  | 편집 |

| \| 2019년 2월 6일 (수요일) \| \| 편집 \| |  |      |
| 문화와 예술 - 대한민국의 영화 흥행 기록: 영화 《극한직업》의 관객 수가 개봉 15일 만에 1,000만 명을 넘어섰다. 역대 23번째이다. 코미디 영화로는 6년 전(2013년) 개봉한 《7번방의 선물》이어 두 번째이다. 사고 - 터키 이스탄불의 한 아파트가 붕괴하면서 최소 2명이상이 숨졌다. |  |      |
| 2019년 2월 6일 (수요일) |  | 편집 |

| 2019년 2월 6일 (수요일) |  | 편집 |

| \| 2019년 2월 7일 (목요일) \| \| 편집 \| |  |      |
|                                          |  |      |
| 2019년 2월 7일 (목요일)                  |  | 편집 |

| 2019년 2월 7일 (목요일) |  | 편집 |

| \| 2019년 2월 8일 (금요일) \| \| 편집 \| |  |      |
| 국제 관계 - 2019년 북미정상회담 - 도널드 트럼프 미국 대통령은 2월 27일·28일 회담이 진행될 장소는 베트남의 수도인 하노이라고 밝혔다. - 이번 회담개최지 발표(국가: 22일 전(2월 5일), 도시:19일 전)는 2018년 북미정상회담(33일 전) 보다 2주가량 늦어졌다. 법과 범죄 - 서울시 공무원 간첩 혐의 사건: 대한민국의 검찰 과거사위원회는 사건 당시, 검찰이 국가정보원의 인권침해 및 증거조작을 방치하였으며, 보복성 기소 등이 있었다는 조사 결과를 발표하였다. 이와 함께 검찰총장의 사과 및 관련 제도의 개선을 권고하였다. 위원회는 지난 달 28일 대검찰청의 진상조사단으로 부터 관련 자료를 넘겨받은 바 있다. |  |      |
| 2019년 2월 8일 (금요일) |  | 편집 |

| 2019년 2월 8일 (금요일) |  | 편집 |

| \| 2019년 2월 9일 (토요일) \| \| 편집 \| |  |      |
| 사회 - 노란 조끼 운동: 수도 파리를 비롯한 프랑스 전역에서 13번째 집회가 열렸다. 노란 조끼 운동은 유류세 인하 요구 시위로 시작되었으며, 조세 개혁 및 에마뉘엘 마크롱 대통령의 사임을 요구하는 시위로 확대되었다. 2018년 11월 전국단위의 집회가 열리기 시작된 이래로, 매주 토요일 집회가 열리고 있다. 재해 - 미국 서부에 눈 폭풍 마야(Maya)가 상륙하면서, 얼어 죽는 사람이 발생하고, 5만 여 가구에 정전, 항공기 결항 등의 피해가 잇따랐다. 이에 제이 인슬리(Jay Inslee) 워싱턴주 주지사는 비상사태를 선포하였다. |  |      |
| 2019년 2월 9일 (토요일) |  | 편집 |

| 2019년 2월 9일 (토요일) |  | 편집 |

| \| 2019년 2월 10일 (일요일) \| \| 편집 \| |  |      |
| 문화와 예술 - 영국 아카데미 영화상: 제72회 시상식에서 런던 로열 앨버트 홀에서 열렸다. 멕시코의 가족드라마 영화인《로마》가 최우수 작품상을 비롯하여 4개 부문을 수상하였다. 한편, 최우수 영국 영화상에는 《더 페이버릿: 여왕의 여자》가 선정되었다. 재해 - 2019년 포항 해역 지진: 대한민국 포항시에서 리히터 규모 4.1의 지진이 발생하였다. |  |      |
| 2019년 2월 10일 (일요일) |  | 편집 |

| 2019년 2월 10일 (일요일) |  | 편집 |

| \| 2019년 2월 11일 (월요일) \| \| 편집 \|                          |  |      |
| 사고 - 대한민국 고양시 성석동 플라스틱 공장에서 화재가 발생하였다. |  |      |
| 2019년 2월 11일 (월요일)                                           |  | 편집 |

| 2019년 2월 11일 (월요일) |  | 편집 |

| 2019년 2월 12일 (화요일) |  | 편집 |

| \| 2019년 2월 13일 (수요일) \| \| 편집 \|                                                |  |      |
| 과학과 기술 - 미국 항공우주국(NASA)이 화성 탐사차인 오퍼튜니티의 임무 완료를 선언하였다. |  |      |
| 2019년 2월 13일 (수요일)                                                                 |  | 편집 |

| 2019년 2월 13일 (수요일) |  | 편집 |

| \| 2019년 2월 14일 (목요일) \| \| 편집 \| |  |      |
| 경제와 비즈니스 - 아마존닷컴은 미국 뉴욕의 퀸스에 예정했던 제2본사 계획을 취소한다고 밝혔다. 다만 버지니아주 알링턴에 예정한 제2본사 및 테네시주 내슈빌의 물류센터 계획 등은 그대로 진행한다고 밝혔다. 앞서 아마존 측은 제2본사 등의 유치 신청을 받아, 2018년 11월 대상 도시를 확정한 바 있는데, 2018년 중간 선거에서 당선된 알렉산드리아 오카시오코르테스 등의 지역 정치인 및 사회 운동가들의 강한 반대에 부딪힌 것으로 알려졌다. |  |      |
| 2019년 2월 14일 (목요일) |  | 편집 |

| 2019년 2월 14일 (목요일) |  | 편집 |

| \| 2019년 2월 15일 (금요일) \| \| 편집 \| |  |      |
| 국제 관계 - 쿠릴 열도 분쟁: 일본에서 아이누족을 홋카이도의 원주민으로 인정·지원하는 법률이 통과 되었다. 앞서 2018년 12월, 러시아 블라디미르 푸틴 대통령은 쿠릴 열도의 아이누족을 원주민으로 인정한다는 의사를 밝힌 바 있다. 정치와 선거 - 2019년 미국 국가비상사태 선포 - 도널드 트럼프 미국 대통령이 미국-멕시코 국경 문제와 관련해 비상사태를 선포하였다. - 2018-2019년 미국 연방 정부 폐쇄: 비상 사태 선포 전, 트럼프 대통령은 의회에서 가결된 예산안에 서명, 이후의 정부 폐쇄 재발을 방지하였다. |  |      |
| 2019년 2월 15일 (금요일) |  | 편집 |

| 2019년 2월 15일 (금요일) |  | 편집 |

| \| 2019년 2월 16일 (토요일) \| \| 편집 \| |  |      |
| 국제 관계 - 조선민주주의인민공화국 김정은 국무위원장이 27일과 28일로 예정된 북미정상회담에 앞서, 25일 베트남에 도착해 응우옌푸쫑 주석과 만날 예정인 것으로 알려졌다. 스포츠 - 메이저 리그 야구 선수인 CC 사바시아가 2019년 시즌을 끝으로 은퇴한다고 밝혔다. 뉴욕 양키스 소속 좌완 투수인 사바시아는 통산 246승으로, 바톨로 콜론(247승)에 이어 현역 다승 2위(좌완 투수 중 다승 1위)를 기록 중이다. |  |      |
| 2019년 2월 16일 (토요일) |  | 편집 |

| 2019년 2월 16일 (토요일) |  | 편집 |

| \| 2019년 2월 17일 (일요일) \| \| 편집 \| |  |      |
|                                           |  |      |
| 2019년 2월 17일 (일요일)                  |  | 편집 |

| 2019년 2월 17일 (일요일) |  | 편집 |

| \| 2019년 2월 18일 (월요일) \| \| 편집 \| |  |      |
| 사고 - 스텔라 데이지호 침몰 사고: 대한민국 외교부는 2년 전 침몰한 스텔라 데이지호의 항해기록저장장치(Voyage data recorder, VDR)가 회수되었다고 밝혔다. |  |      |
| 2019년 2월 18일 (월요일) |  | 편집 |

| 2019년 2월 18일 (월요일) |  | 편집 |

| \| 2019년 2월 19일 (화요일) \| \| 편집 \| |  |      |
| 국제 관계 - 2019년 북미정상회담: 미국 국무부는 대북 특별대표 스티븐 비건(Steve Biegun)이 정상 회담 실무 준비를 위하여 베트남 하노이로 출발하였다고 밝혔다. 문화와 예술 - 패션 디자이너 칼 라거펠트가 85세를 일기로 숨졌다. 정치와 선거 - 2020년 미국 대통령 선거, 2020년 미국 대통령 선거 민주당 후보 경선: 버니 샌더스 상원 의원이 차기 대선에 출마한다고 발표하였다. 샌더스는 2016년 민주당 경선에 참여하였으나, 힐러리 클린턴에 밀려난 바 있다. |  |      |
| 2019년 2월 19일 (화요일) |  | 편집 |

| 2019년 2월 19일 (화요일) |  | 편집 |

| \| 2019년 2월 20일 (수요일) \| \| 편집 \| |  |      |
| 군사 - 대한민국 병무청은 현역 입영 및 예비군 동원훈련 통지를 비롯한 병역 정보를 병무청 앱과 카카오톡 알림톡으로 제공한다고 밝혔다. 병무청은 모바일 서비스를 개선하여 지원병 모집일정을 비롯하여 예비군 훈련 연기, 훈련장의 날씨나 숙박·식당 정보 등을 제공할 것이라고 설명하였다. 또한 통지서 발송에 필요한 등기우편 비용이 향후 5년간 약 12억원이 절감될 것으로 분석하였다. |  |      |
| 2019년 2월 20일 (수요일) |  | 편집 |

| 2019년 2월 20일 (수요일) |  | 편집 |

| \| 2019년 2월 21일 (목요일) \| \| 편집 \| |  |      |
| 경제와 비즈니스 - 삼성전자가 새로운 스마트폰인 삼성 갤럭시 S10과 갤럭시 폴드를 공개하였다. 갤럭시 폴드의 경우는, 특히 기기를 펼치면 안쪽에 넓은 화면이 탑재된 인폴딩(Infolding) 방식을 채택하였다. 과학과 기술 - 미국 항공우주국(NASA)은 응용 분자진화 재단(FfAME)의 스티븐 베너 박사(Steven A. Benner)가 이끄는 연구팀이 4개 자연 염기와, 새로운 인공 핵염기 4개를 사용하는 하치모지 DNA의 인공적 합성에 성공했다고 과학지인 사이언스를 통해 밝혔다. NASA는 이 연구의 연구비를 지원하였다. 국제 관계 - 인도의 나렌드라 모디 총리가 대한민국을 국빈 방문하였다. 모디 총리는 2월 22일 청와대에서 대한민국 문재인 대통령과 정상 회담을 갖는다. 대한민국과 인도는 지난 2010년 대한민국-인도 포괄적 경제동반자 협정을 체결한 바 있다. 사회 - 대한민국 대법원 전원합의체가 육체노동의 정년을 65세로 상향하는 판결을 내렸다. 1989년 12월, 당시 대법원 전원합의체는 55세에서 60세로 상향한 바 있으며, 약 30년 만의 상향이다. |  |      |
| 2019년 2월 21일 (목요일) |  | 편집 |

| 2019년 2월 21일 (목요일) |  | 편집 |

| \| 2019년 2월 22일 (금요일) \| \| 편집 \| |  |      |
| 재해 - 2019년 에콰도르 지진: 페루와 에콰도르 국경 지역에서 규모 7.5의 지진이 발생하였다. - 미국 테네시주 전역에서 폭우로 인한 홍수가 발생하였다. |  |      |
| 2019년 2월 22일 (금요일) |  | 편집 |

| 2019년 2월 22일 (금요일) |  | 편집 |

| \| 2019년 2월 23일 (토요일) \| \| 편집 \| |  |      |
| 국제 관계 - 2019년 북미정상회담: 조선민주주의인민공화국 김정은 국무위원장이 전용열차편으로 평양을 출발하였다. 회담 장소인 베트남 하노이에는 26일 도착 예정이다. |  |      |
| 2019년 2월 23일 (토요일) |  | 편집 |

| 2019년 2월 23일 (토요일) |  | 편집 |

| \| 2019년 2월 24일 (일요일) \| \| 편집 \| |  |      |
| 경제와 비즈니스 - 화웨이가 새로운 스마트폰인 메이트X를 공개하였다. 아웃폴딩(Out-folding) 방식을 채택하였으며, 2월 21일 삼성전자가 공개한 제품과는 달리, 기기 외장에 넓은 화면이 탑재되어 있으며, 이를 펼쳐서 사용할 수 있다. 국제 관계 - 도널드 트럼프 미국 대통령은 트위터를 통하여, 중화인민공화국과의 무역협상이 상당히 진전하였으며 3월 1일로 예정된 관세 인상 시한을 연장할 것임을 시사하였다. 또한 무역 협상의 진전을 전제로 시진핑 중화인민공화국 주석과의 정상회담도 추진할 것이라고 덧붙였다. 양측은 상호간의 관세 부과로 분쟁을 겪다가 지난 2018년 12월 1일, 90일간 무역 분쟁을 중단하고 관련 협상을 하기로 한 바 있다. 문화와 예술 - 제91회 아카데미상 - 《그린 북》이 작품상을 수상하였다. - 배우 라미 말리크가 남우주연상을 수상하였다. 말리크는 《보헤미안 랩소디》에서 퀸의 프레디 머큐리를 연기하였다. 법과 범죄 - 방글라데시에서 여객기 납치 시도가 있었다. 수도 다카의 샤잘랄 국제공항에서 출발해 두바이 국제공항으로 향하던 비맘 방글라데시 항공 소속 여객기가 출발 40여 분만에 치타공의 샤아마나트 국제공항 착륙하였으며, 이후 모든 탑승객은(승객 143명과 승무원 7명)은 무사히 탈출하였다. 경찰특공대와의 총격을 벌인 용의자는 부상을 입고 병원으로 이송되던 중 사망하였다. 스포츠 - 대한민국의 스켈레톤 선수인 윤성빈이 국제 봅슬레이 스켈레톤 연맹(ISBF) 주관의 2018-2019 스켈레톤 월드컵 8차 대회에서 금메달을 기록하였다. 정치와 선거 - 몰도바에서 의회 선거가 실시되었다. - 세네갈에서 대통령 선거가 실시되었다. - 쿠바에서 헌법 국민 투표가 실시되었다. |  |      |
| 2019년 2월 24일 (일요일) |  | 편집 |

| 2019년 2월 24일 (일요일) |  | 편집 |

| \| 2019년 2월 25일 (월요일) \| \| 편집 \|                                                             |  |      |
| 국제관계 - 2019년 북미정상회담: 미국의 도널드 트럼프 대통령이 회담을 위해 베트남 하노이로 출발하였다. |  |      |
| 2019년 2월 25일 (월요일)                                                                              |  | 편집 |

| 2019년 2월 25일 (월요일) |  | 편집 |

| \| 2019년 2월 26일 (화요일) \| \| 편집 \|                                                                                   |  |      |
| 재해 - 2019년 쯔궁시 지진: 중화인민공화국 쓰촨성 쯔궁시에서 규모 Mb4.9의 지진이 일어나 2명이 사망하고 12명이 부상을 입었다. |  |      |
| 2019년 2월 26일 (화요일) |  | 편집 |

| 2019년 2월 26일 (화요일) |  | 편집 |

| \| 2019년 2월 27일 (수요일) \| \| 편집 \| |  |      |
| 국제 관계 - 2019년 북미정상회담: 미국 도널드 트럼프 대통령과 조선민주주의인민공화국 김정은 국무위원장이 베트남 하노이에서 정상회담 일정을 시작하였다. 회담은 27일과 28일 양일간 진행된다. 정치와 선거 - 대한민국의 정당인 자유한국당이 전당대회를 갖고, 당 대표 등을 선출하였다. 당 대표에는 국무총리를 지낸 황교안이 선출되었다. 황 대표는 총리 재임 중이던 2016년 12월 박근혜 대통령 탄핵을 말미암아, 2017년 5월 제19대 대통령 선거에서 문재인 대통령이 당선될 때까지 5개월간 대통령 권한을 대행한 바 있다. |  |      |
| 2019년 2월 27일 (수요일) |  | 편집 |

| 2019년 2월 27일 (수요일) |  | 편집 |

| \| 2019년 2월 28일 (목요일) \| \| 편집 \| |  |      |
|                                           |  |      |
| 2019년 2월 28일 (목요일)                  |  | 편집 |

| 2019년 2월 28일 (목요일) |  | 편집 |

| <          | 2019년 2월 | 2019년 2월 | 2019년 2월 | 2019년 2월 | 2019년 2월   | >          |
| 일         | 월         | 화         | 수         | 목         | 금           | 토         |
|            |            |            |            |            | 1 12.27 기사 | 2 28 경오  |
| 3 29 신미  | 4 30 임신  | 5 1.1 계유 | 6 2 갑술   | 7 3 을해   | 8 4 병자     | 9 5 정축   |
| 10 6 무인  | 11 7 기묘  | 12 8 경진  | 13 9 신사  | 14 10 임오 | 15 11 계미   | 16 12 갑신 |
| 17 13 을유 | 18 14 병술 | 19 15 정해 | 20 16 무자 | 21 17 기축 | 22 18 경인   | 23 19 신묘 |
| 24 20 임진 | 25 21 계사 | 26 22 갑오 | 27 23 을미 | 28 24 병신 |              |            |

| - 2019년 - 1월 - 2월 - 3월 편집하기 |

| 2019년 2월 12일 (화요일) |  | 편집 |

| \| 2019년 2월 13일 (수요일) \| \| 편집 \|                                                |  |      |
| 과학과 기술 - 미국 항공우주국(NASA)이 화성 탐사차인 오퍼튜니티의 임무 완료를 선언하였다. |  |      |
| 2019년 2월 13일 (수요일)                                                                 |  | 편집 |

| 2019년 2월 13일 (수요일) |  | 편집 |

| \| 2019년 2월 14일 (목요일) \| \| 편집 \| |  |      |
| 경제와 비즈니스 - 아마존닷컴은 미국 뉴욕의 퀸스에 예정했던 제2본사 계획을 취소한다고 밝혔다. 다만 버지니아주 알링턴에 예정한 제2본사 및 테네시주 내슈빌의 물류센터 계획 등은 그대로 진행한다고 밝혔다. 앞서 아마존 측은 제2본사 등의 유치 신청을 받아, 2018년 11월 대상 도시를 확정한 바 있는데, 2018년 중간 선거에서 당선된 알렉산드리아 오카시오코르테스 등의 지역 정치인 및 사회 운동가들의 강한 반대에 부딪힌 것으로 알려졌다. |  |      |
| 2019년 2월 14일 (목요일) |  | 편집 |

| 2019년 2월 14일 (목요일) |  | 편집 |

| \| 2019년 2월 15일 (금요일) \| \| 편집 \| |  |      |
| 국제 관계 - 쿠릴 열도 분쟁: 일본에서 아이누족을 홋카이도의 원주민으로 인정·지원하는 법률이 통과 되었다. 앞서 2018년 12월, 러시아 블라디미르 푸틴 대통령은 쿠릴 열도의 아이누족을 원주민으로 인정한다는 의사를 밝힌 바 있다. 정치와 선거 - 2019년 미국 국가비상사태 선포 - 도널드 트럼프 미국 대통령이 미국-멕시코 국경 문제와 관련해 비상사태를 선포하였다. - 2018-2019년 미국 연방 정부 폐쇄: 비상 사태 선포 전, 트럼프 대통령은 의회에서 가결된 예산안에 서명, 이후의 정부 폐쇄 재발을 방지하였다. |  |      |
| 2019년 2월 15일 (금요일) |  | 편집 |

| 2019년 2월 15일 (금요일) |  | 편집 |

| \| 2019년 2월 16일 (토요일) \| \| 편집 \| |  |      |
| 국제 관계 - 조선민주주의인민공화국 김정은 국무위원장이 27일과 28일로 예정된 북미정상회담에 앞서, 25일 베트남에 도착해 응우옌푸쫑 주석과 만날 예정인 것으로 알려졌다. 스포츠 - 메이저 리그 야구 선수인 CC 사바시아가 2019년 시즌을 끝으로 은퇴한다고 밝혔다. 뉴욕 양키스 소속 좌완 투수인 사바시아는 통산 246승으로, 바톨로 콜론(247승)에 이어 현역 다승 2위(좌완 투수 중 다승 1위)를 기록 중이다. |  |      |
| 2019년 2월 16일 (토요일) |  | 편집 |

| 2019년 2월 16일 (토요일) |  | 편집 |

| \| 2019년 2월 17일 (일요일) \| \| 편집 \| |  |      |
|                                           |  |      |
| 2019년 2월 17일 (일요일)                  |  | 편집 |

| 2019년 2월 17일 (일요일) |  | 편집 |

| \| 2019년 2월 18일 (월요일) \| \| 편집 \| |  |      |
| 사고 - 스텔라 데이지호 침몰 사고: 대한민국 외교부는 2년 전 침몰한 스텔라 데이지호의 항해기록저장장치(Voyage data recorder, VDR)가 회수되었다고 밝혔다. |  |      |
| 2019년 2월 18일 (월요일) |  | 편집 |

| 2019년 2월 18일 (월요일) |  | 편집 |

| \| 2019년 2월 19일 (화요일) \| \| 편집 \| |  |      |
| 국제 관계 - 2019년 북미정상회담: 미국 국무부는 대북 특별대표 스티븐 비건(Steve Biegun)이 정상 회담 실무 준비를 위하여 베트남 하노이로 출발하였다고 밝혔다. 문화와 예술 - 패션 디자이너 칼 라거펠트가 85세를 일기로 숨졌다. 정치와 선거 - 2020년 미국 대통령 선거, 2020년 미국 대통령 선거 민주당 후보 경선: 버니 샌더스 상원 의원이 차기 대선에 출마한다고 발표하였다. 샌더스는 2016년 민주당 경선에 참여하였으나, 힐러리 클린턴에 밀려난 바 있다. |  |      |
| 2019년 2월 19일 (화요일) |  | 편집 |

| 2019년 2월 19일 (화요일) |  | 편집 |

| \| 2019년 2월 20일 (수요일) \| \| 편집 \| |  |      |
| 군사 - 대한민국 병무청은 현역 입영 및 예비군 동원훈련 통지를 비롯한 병역 정보를 병무청 앱과 카카오톡 알림톡으로 제공한다고 밝혔다. 병무청은 모바일 서비스를 개선하여 지원병 모집일정을 비롯하여 예비군 훈련 연기, 훈련장의 날씨나 숙박·식당 정보 등을 제공할 것이라고 설명하였다. 또한 통지서 발송에 필요한 등기우편 비용이 향후 5년간 약 12억원이 절감될 것으로 분석하였다. |  |      |
| 2019년 2월 20일 (수요일) |  | 편집 |

| 2019년 2월 20일 (수요일) |  | 편집 |

| \| 2019년 2월 21일 (목요일) \| \| 편집 \| |  |      |
| 경제와 비즈니스 - 삼성전자가 새로운 스마트폰인 삼성 갤럭시 S10과 갤럭시 폴드를 공개하였다. 갤럭시 폴드의 경우는, 특히 기기를 펼치면 안쪽에 넓은 화면이 탑재된 인폴딩(Infolding) 방식을 채택하였다. 과학과 기술 - 미국 항공우주국(NASA)은 응용 분자진화 재단(FfAME)의 스티븐 베너 박사(Steven A. Benner)가 이끄는 연구팀이 4개 자연 염기와, 새로운 인공 핵염기 4개를 사용하는 하치모지 DNA의 인공적 합성에 성공했다고 과학지인 사이언스를 통해 밝혔다. NASA는 이 연구의 연구비를 지원하였다. 국제 관계 - 인도의 나렌드라 모디 총리가 대한민국을 국빈 방문하였다. 모디 총리는 2월 22일 청와대에서 대한민국 문재인 대통령과 정상 회담을 갖는다. 대한민국과 인도는 지난 2010년 대한민국-인도 포괄적 경제동반자 협정을 체결한 바 있다. 사회 - 대한민국 대법원 전원합의체가 육체노동의 정년을 65세로 상향하는 판결을 내렸다. 1989년 12월, 당시 대법원 전원합의체는 55세에서 60세로 상향한 바 있으며, 약 30년 만의 상향이다. |  |      |
| 2019년 2월 21일 (목요일) |  | 편집 |

| 2019년 2월 21일 (목요일) |  | 편집 |

| \| 2019년 2월 22일 (금요일) \| \| 편집 \| |  |      |
| 재해 - 2019년 에콰도르 지진: 페루와 에콰도르 국경 지역에서 규모 7.5의 지진이 발생하였다. - 미국 테네시주 전역에서 폭우로 인한 홍수가 발생하였다. |  |      |
| 2019년 2월 22일 (금요일) |  | 편집 |

| 2019년 2월 22일 (금요일) |  | 편집 |

| \| 2019년 2월 23일 (토요일) \| \| 편집 \| |  |      |
| 국제 관계 - 2019년 북미정상회담: 조선민주주의인민공화국 김정은 국무위원장이 전용열차편으로 평양을 출발하였다. 회담 장소인 베트남 하노이에는 26일 도착 예정이다. |  |      |
| 2019년 2월 23일 (토요일) |  | 편집 |

| 2019년 2월 23일 (토요일) |  | 편집 |

| \| 2019년 2월 24일 (일요일) \| \| 편집 \| |  |      |
| 경제와 비즈니스 - 화웨이가 새로운 스마트폰인 메이트X를 공개하였다. 아웃폴딩(Out-folding) 방식을 채택하였으며, 2월 21일 삼성전자가 공개한 제품과는 달리, 기기 외장에 넓은 화면이 탑재되어 있으며, 이를 펼쳐서 사용할 수 있다. 국제 관계 - 도널드 트럼프 미국 대통령은 트위터를 통하여, 중화인민공화국과의 무역협상이 상당히 진전하였으며 3월 1일로 예정된 관세 인상 시한을 연장할 것임을 시사하였다. 또한 무역 협상의 진전을 전제로 시진핑 중화인민공화국 주석과의 정상회담도 추진할 것이라고 덧붙였다. 양측은 상호간의 관세 부과로 분쟁을 겪다가 지난 2018년 12월 1일, 90일간 무역 분쟁을 중단하고 관련 협상을 하기로 한 바 있다. 문화와 예술 - 제91회 아카데미상 - 《그린 북》이 작품상을 수상하였다. - 배우 라미 말리크가 남우주연상을 수상하였다. 말리크는 《보헤미안 랩소디》에서 퀸의 프레디 머큐리를 연기하였다. 법과 범죄 - 방글라데시에서 여객기 납치 시도가 있었다. 수도 다카의 샤잘랄 국제공항에서 출발해 두바이 국제공항으로 향하던 비맘 방글라데시 항공 소속 여객기가 출발 40여 분만에 치타공의 샤아마나트 국제공항 착륙하였으며, 이후 모든 탑승객은(승객 143명과 승무원 7명)은 무사히 탈출하였다. 경찰특공대와의 총격을 벌인 용의자는 부상을 입고 병원으로 이송되던 중 사망하였다. 스포츠 - 대한민국의 스켈레톤 선수인 윤성빈이 국제 봅슬레이 스켈레톤 연맹(ISBF) 주관의 2018-2019 스켈레톤 월드컵 8차 대회에서 금메달을 기록하였다. 정치와 선거 - 몰도바에서 의회 선거가 실시되었다. - 세네갈에서 대통령 선거가 실시되었다. - 쿠바에서 헌법 국민 투표가 실시되었다. |  |      |
| 2019년 2월 24일 (일요일) |  | 편집 |

| 2019년 2월 24일 (일요일) |  | 편집 |

| \| 2019년 2월 25일 (월요일) \| \| 편집 \|                                                             |  |      |
| 국제관계 - 2019년 북미정상회담: 미국의 도널드 트럼프 대통령이 회담을 위해 베트남 하노이로 출발하였다. |  |      |
| 2019년 2월 25일 (월요일)                                                                              |  | 편집 |

| 2019년 2월 25일 (월요일) |  | 편집 |

| \| 2019년 2월 26일 (화요일) \| \| 편집 \|                                                                                   |  |      |
| 재해 - 2019년 쯔궁시 지진: 중화인민공화국 쓰촨성 쯔궁시에서 규모 Mb4.9의 지진이 일어나 2명이 사망하고 12명이 부상을 입었다. |  |      |
| 2019년 2월 26일 (화요일) |  | 편집 |

| 2019년 2월 26일 (화요일) |  | 편집 |

| \| 2019년 2월 27일 (수요일) \| \| 편집 \| |  |      |
| 국제 관계 - 2019년 북미정상회담: 미국 도널드 트럼프 대통령과 조선민주주의인민공화국 김정은 국무위원장이 베트남 하노이에서 정상회담 일정을 시작하였다. 회담은 27일과 28일 양일간 진행된다. 정치와 선거 - 대한민국의 정당인 자유한국당이 전당대회를 갖고, 당 대표 등을 선출하였다. 당 대표에는 국무총리를 지낸 황교안이 선출되었다. 황 대표는 총리 재임 중이던 2016년 12월 박근혜 대통령 탄핵을 말미암아, 2017년 5월 제19대 대통령 선거에서 문재인 대통령이 당선될 때까지 5개월간 대통령 권한을 대행한 바 있다. |  |      |
| 2019년 2월 27일 (수요일) |  | 편집 |

| 2019년 2월 27일 (수요일) |  | 편집 |

| \| 2019년 2월 28일 (목요일) \| \| 편집 \| |  |      |
|                                           |  |      |
| 2019년 2월 28일 (목요일)                  |  | 편집 |

| 2019년 2월 28일 (목요일) |  | 편집 |

| <          | 2019년 2월 | 2019년 2월 | 2019년 2월 | 2019년 2월 | 2019년 2월   | >          |
| 일         | 월         | 화         | 수         | 목         | 금           | 토         |
|            |            |            |            |            | 1 12.27 기사 | 2 28 경오  |
| 3 29 신미  | 4 30 임신  | 5 1.1 계유 | 6 2 갑술   | 7 3 을해   | 8 4 병자     | 9 5 정축   |
| 10 6 무인  | 11 7 기묘  | 12 8 경진  | 13 9 신사  | 14 10 임오 | 15 11 계미   | 16 12 갑신 |
| 17 13 을유 | 18 14 병술 | 19 15 정해 | 20 16 무자 | 21 17 기축 | 22 18 경인   | 23 19 신묘 |
| 24 20 임진 | 25 21 계사 | 26 22 갑오 | 27 23 을미 | 28 24 병신 |              |            |

| - 2019년 - 1월 - 2월 - 3월 편집하기 |

|  | 이 글은 시간에 관한 토막글입니다. 여러분의 지식으로 알차게 문서를 완성해 갑시다. |